# Ortaköy (Çorum)
Ortaköy ist eine Stadt und ein Landkreis in der türkischen Provinz Çorum. Die Stadt liegt etwa 40 Kilometer südöstlich der Provinzhauptstadt Çorum und 6 km westlich vom Flusslauf des Çekerek, einem Nebenfluss des Yeşilırmak. Nördlich der Stadt liegt der Höhenzug Karadağ, der hethitische Šakaddunuwa.

## Landkreis
Der Landkreis liegt im Südosten der Provinz. Er grenzt im Osten an die Provinz Amasya (Kreis Göynücek), im Süden an die Provinz Yozgat (Kreis Aydıncık), im Westen an den Kreis Alaca und im Norden an den Kreis Mecitözü.  Im Süden des Landkreises verläuft ein Teil des Buzluk Dağı.
Der Landkreis besteht neben der Kreisstadt aus einer weiteren Gemeinde (Belediye), Aştavul mit 1983 Einwohnern. Des Weiteren vervollständigen noch 14 Dörfer (Köy) mit einer Durchschnittsbevölkerung von 182 Bewohnern den Kreis. Karahacip ist mit 1090 Bewohnern das größte Dorf im Kreis. Die Bevölkerungsdichte des Landkreises ist mit 22 Einwohnern je Quadratkilometer in etwa halb so hoch wie der Provinzdurchschnitt (43 Einwohner je km²).

## Sehenswürdigkeiten
Etwa zwei Kilometer südlich der Stadt Ortaköy liegt die hethitische Residenzstadt Šapinuwa, die seit 1990 von einem Team der Universität Ankara ausgegraben wird.